# Brosme brosme
A Brosme brosme a sugarasúszójú halak (Actinopterygii) osztályának tőkehalalakúak (Gadiformes) rendjébe, ezen belül a Lotidae családjába tartozó faj.
Nemének egyetlen faja.

## Előfordulása
A Brosme brosme az Észak-Atlanti-óceánban él. Nyugaton New Jerseytől Új-Fundlandig. Grönland déli részén eléggé ritka. Keleten az elterjedési területe Izlandtól az Északi-tengeren keresztül Skandinávia és Murmanszk partjáig, valamint a Spitzbergák körül van.

## Megjelenése
Általában 50 centiméter hosszú, de akár 120 centiméteresre is megnőhet. Legfeljebb 30 kilogramm tömegű. 64-67 csigolyája van. Az ajkán levő tapogatószál olyan hosszú, mint a szem átmérője. Színezete változó. Háti része sötét pirosas-barna, zöldesbarna vagy sárgás árnyalatú. Hasa világos. A fiatal példányokon 6 sárga, függőleges sáv látható.

## Életmódja
A Brosme brosme mérsékelt övi, nyílt tengeri, fenéklakó hal, amely kisebb rajokban vagy magányosan él. 18-1000 méteres mélységekbe is leúszik, azonban általában, csak 18-549 méteres mélységekben tartózkodik. A kavicsos és repedezett tengerfenéket kedveli. 0-10 Celsius-fokos vizekben érzi jól magát. Tápláléka rákok, kisebb halak és tengericsillagok. A fókák kedvelt táplálékát alkotja.
Legfeljebb 20 évig élhet.

## Felhasználása
Ennek a halnak jelentős gazdasági értéke van. Frissen, fagyasztva, szárítva vagy sózva árusítják. Sülve, főve fogyasztható. A sporthorgászok is kedvelik.

## Képek

Egy norvégiai akváriumban
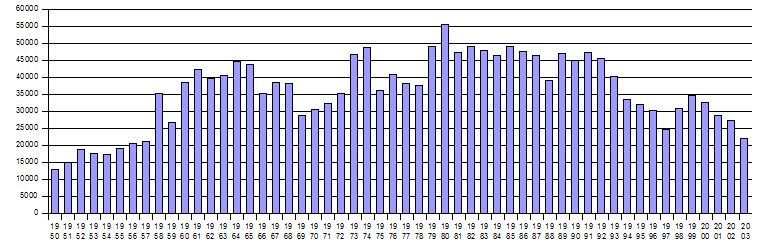
A Brosme brosme világszintű halászata 1950-2003 között